# シャルル・アイザン
シャルル・ジョゼフ・ドミニク・アイザン（Charles Joseph Dominique Eisen 、1720年8月17日 - 1778年1月4日）は、フランス生まれの画家、版画家である。パリで働き、ルイ15世の公妾、ポンパドゥール夫人の絵師として働老いた。

## 略歴
フランス北部のヴァランシエンヌで生まれた。父親のフランソワ・アイザン（François Eisen: 1695-1778/1798）はブリュッセル生まれで20歳ころからヴァランシエンヌに移り、教会の装飾画を描いた画家であった。父親に学んだ後、1742年にパリの画家、版画家のジャック＝フィリップ・ルバ（Jacques-Philippe Le Bas: 1707-1783）に学んだ。パリ市の画家組合、アカデミー・ド・サン・リュク（Académie de Saint-Luc）で修行を続け、後にこのアカデミーの副校長になった。ルイ15世の公妾、ポンパドゥール夫人に絵を教え、宮廷絵師（dessinateur du roi）の称号を得た。
1743年に薬剤師の娘と結婚した。画家になった2人の息子を含む6人の子供をもうけたが、放蕩的な生活を送り、王立絵画彫刻アカデミーの会員には選ばれなかったとされる。
1776年にアカデミー・ド・サン・リュクは王立絵画彫刻アカデミーのメンバーから国王ルイ16世への働きかけで廃止された。その後、ブリュッセルに移り、その2年後に亡くなった。

## 作品

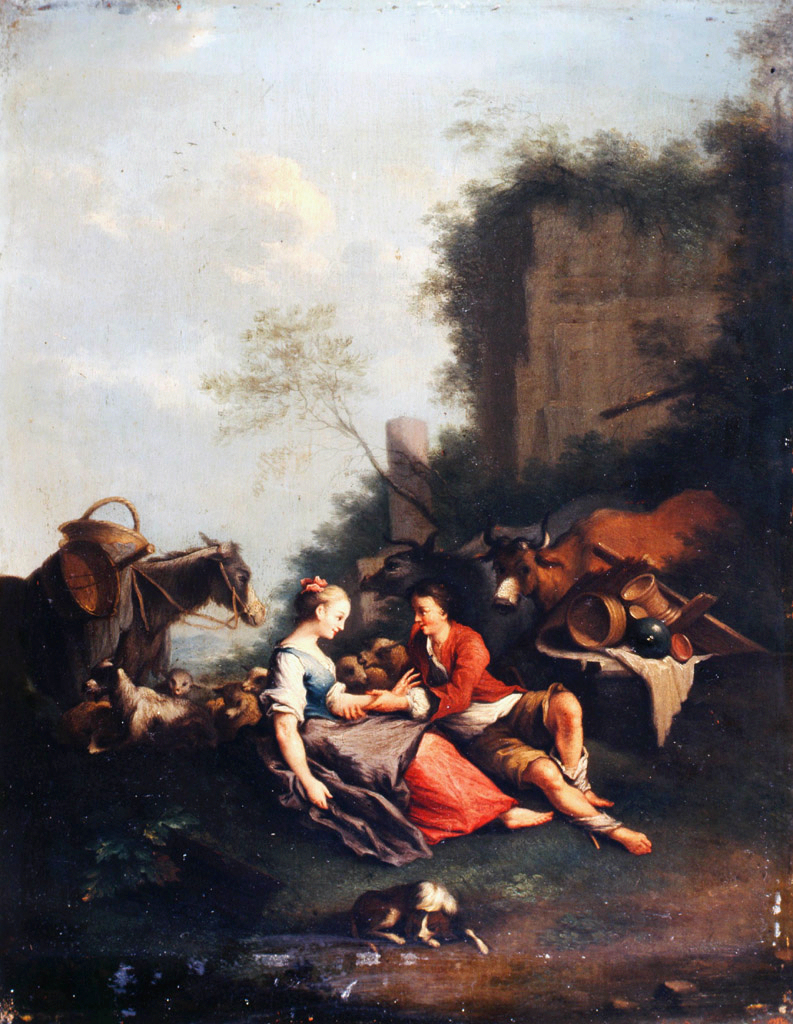
ベルジェとベルジェール ボルドー美術館
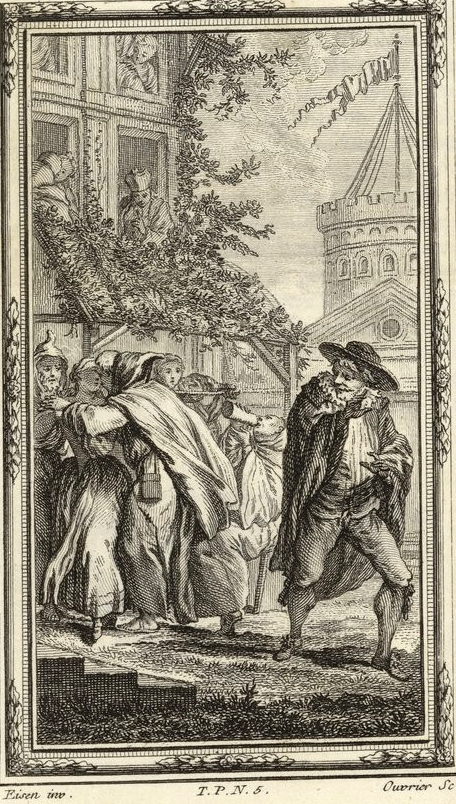
ボッカッチョの『デカメロン』の挿絵
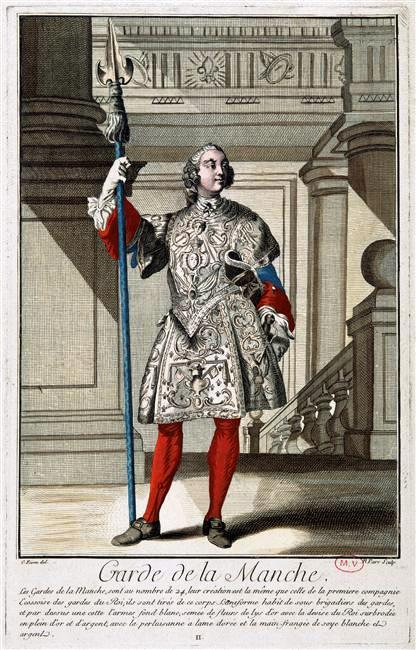
ルイ15世時代の衛兵
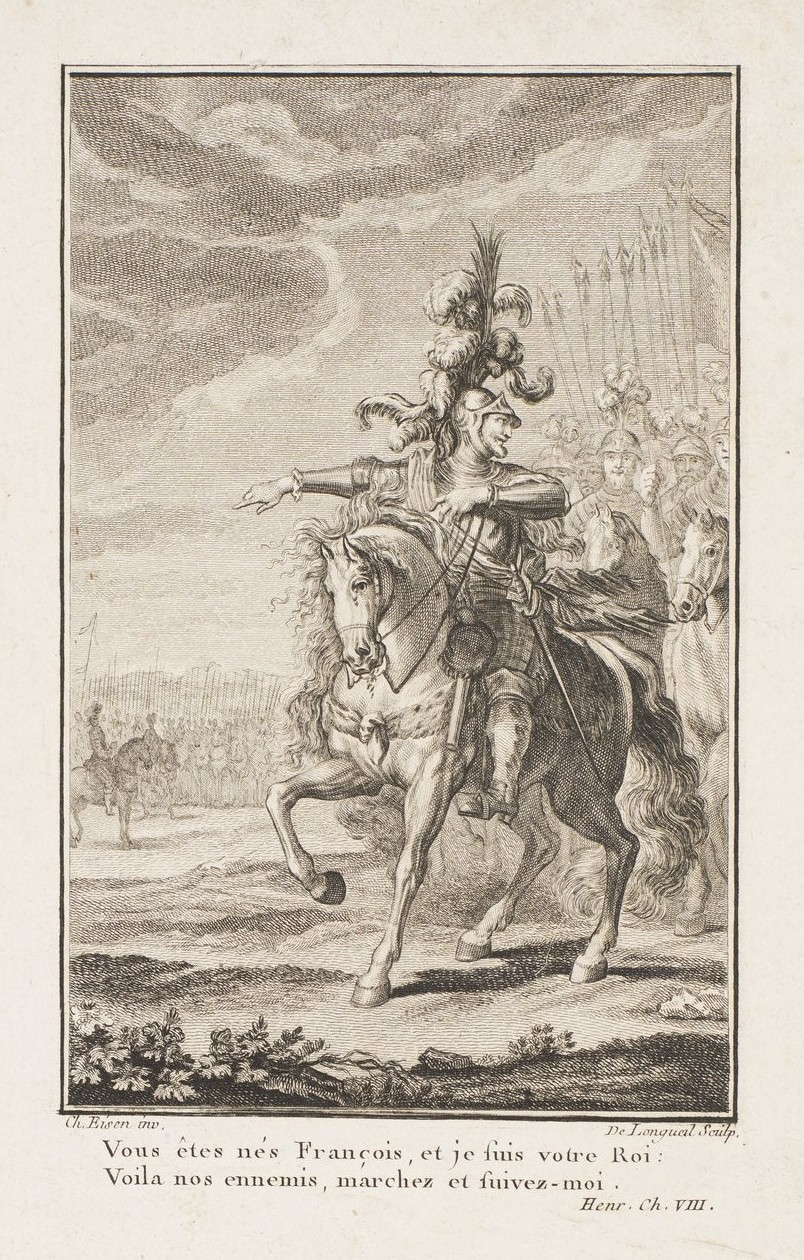
イヴリーの戦いにおけるアンリ4世